# Anchimongoma
Anchimongoma is een ondergeslacht van het geslacht van insecten Trentepohlia binnen de familie steltmuggen (Limoniidae).

## Soorten
Deze lijst van 5 stuks is mogelijk niet compleet.
- T. (Anchimongoma) angusticincta (Alexander, 1947)
- T. (Anchimongoma) apoicola (Alexander, 1931)
- T. (Anchimongoma) beata (Alexander, 1932)
- T. (Anchimongoma) gedeana (Oosterbroek, 2009)
- T. (Anchimongoma) simplex (Brunetti, 1918)